# Andrena camissoniae
Andrena camissoniae är en biart som beskrevs av Linsley och Macswain 1968. Andrena camissoniae ingår i släktet sandbin, och familjen grävbin. Inga underarter finns listade i Catalogue of Life.